# Ordem do Jagunço
A Ordem do Jagunço foi uma condecoração criada pelo jornalista paraibano Francisco de Assis Chateaubriand Bandeira de Melo para homenagear aqueles que, segundo sua percepção, mereciam destaque. Conferida tanto a nacionais quanto a estrangeiros, vicejou apenas durante a vida do polêmico jornalista, primeiro e único grão-mestre da ordem.
Como sempre lhe foi afeito, Assis Chateaubriand desejava valorizar elementos pitorescos da cultura brasileira, em manifestações que beiravam a jocosidade. Criara a Ordem quando de sua visita à Inglaterra, acompanhado de Pietro Maria Bardi, para a compra de obras de arte em leilão, visando a constituição do recém-criado acervo do Museu de Arte de São Paulo. Durante um desses leilões na Christie's, arrematou por quantia exorbitante o quadro Blue Room do ex-primeiro-ministro Winston Churchill, lance que lhe deu o direito de visitar o político inglês.
No dia da visita, emocionado por estar diante daquele que considerava seu herói de infância, Chatô quebrou todos os protocolos ao retirar de sua valise um gibão de couro de bode cru, um chapéu de couro de vaqueiro nordestino e uma peixeira com cabo de marfim e ouro, explicando em seu tosco inglês que pretendia galardear Churchill com a Ordem, o qual, achando graça de tudo aquilo, submeteu-se ao ritual, que seria obrigatório a todos os posteriores condecorados. Vestido do gibão e do chapéu, o condecorado ajoelhava-se ante Chateaubriand que, após bater três vezes com a pexeira às sua costas, presenteava-o com a lâmina. Enquanto armava-se cavaleiro, o condecorado ouvia o seguinte texto:
-..., em nome de Francisco Campos, do sertão soft das Gerais, grão-mestre da Ordem do Jagunço, e de Antônio Balbino, senhor do Rio Grande, Barreiras, Sertão hard da Bahia, e nosso consultor jurídico, eu vos armo comendador da valorosa Jerarquia do Nordeste do Brasil.
Apesar de não se ter estabelecido oficialmente qualquer outro grau para além do de grão-mestre, pertencente a Assis Chateaubriand, a de comendador e a de cavaleiro—oferecidas arbitrariamente pelo jornalista. Apesar do caráter jocoso e privativo da condecoração, chegou a ser galardoada a muitas personalidades de meados do século XX.

### Lista de distinguidos
- Winston Churchill
- Senador Antônio Lomanto Júnior